# Rukmini Sukarno
Rukmini Sukarno Kline (nació en 1943) es la hija del Presidente Sukarno de Indonesia. 
Cantante de ópera, vivió en Roma durante los 60. Ahí, a principio de los 60, conoció y se casó con actor de cine estadounidense radicado en Europa Frank Latimore. Su hijo, Chris Kline, es periodista. Su esposo en una ocasión arregló un concierto para ella en el Carnegie Hall, apodado Fiesta Mundo (world party).  Rukmini, quien fue solicitada por hablar ocho idiomas con fluidez, cantó canciones de varios países alrededor del mundo.  
Por finales de los 70, ella era la única propietaria de Frankenburg Importación y Exportación Ltd., una empresa de Kansas registrada en México como un intermediario y proveedor de productos de acero a ese país. En diciembre de 1978, Petroleos Mexicanos, "Pemex", la compañía petrolera nacional de México, aceptó su oferta para suministrar algunos 93.000 metros de tubería de acero para el yacimiento de petróleo, y marzo de 1979 remitió Frankenburg-Kansas una orden de compra solicitando varios tipos y cantidades de tubería por la que Pemex estuvo dispuesto a pagar alrededor de $ 5,2 millones.
En marzo de 1986, ella fue acusada por el tribunal estatal de Houston, Texas, de fallar sus deberes fiduciarios en la negociación de un acuerdo entre  Pemex, la compañía petrolera nacional de México, y la Nissho-Iwai American Corporation. Fue sentenciada a 14 años de prisión y una multa de $ 10,000 por malversar $ 5.500.000.
Ella no estaba en el tribunal para escuchar el resultado del juicio. Unos días más tarde, se entregó a las autoridades, convirtiendo a sí misma antes de que un juez estatal de distrito en Houston, Texas, y diciendo que huyó después de la condena porque entró en pánico y se enfermó.
Ella aparece como contribuyente a la campaña presidencial de George H.W. Bush en 1987.
En julio de 1988, su defensa contra el resultado de su demanda contra el Nissho Iwai-American Corporation fue denegada por el Tribunal de Apelaciones de los Estados Unidos.